# Dolge Njive, Gorenja vas - Poljane
Dolge Njive so naselje v Občini Gorenja vas - Poljane.